# Pointe à Tortue
Ne doit pas être confondu avec Anse de la pointe des tortues ou Pointe des Trois Tortues.
La Pointe à Tortue est un cap de la Guadeloupe.  

## Géographie
Il est situé dans la randonnée menant de la Porte d'Enfer à l'Anse de la Barque et marque le début de l'espace dit Grande Falaise qui se termine à la pointe du Souffleur.

## Galerie

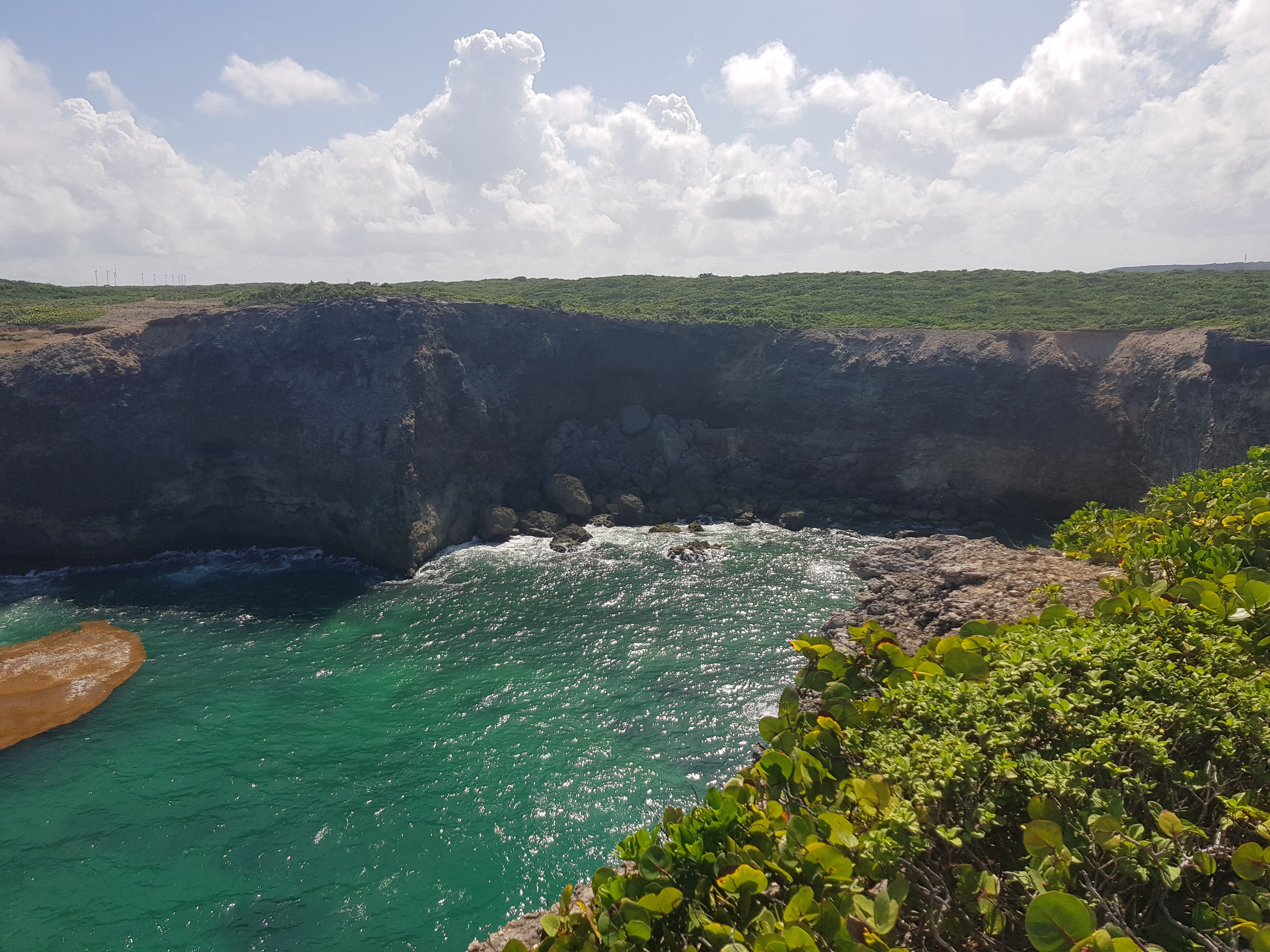
Échancrure de la pointe à Tortue
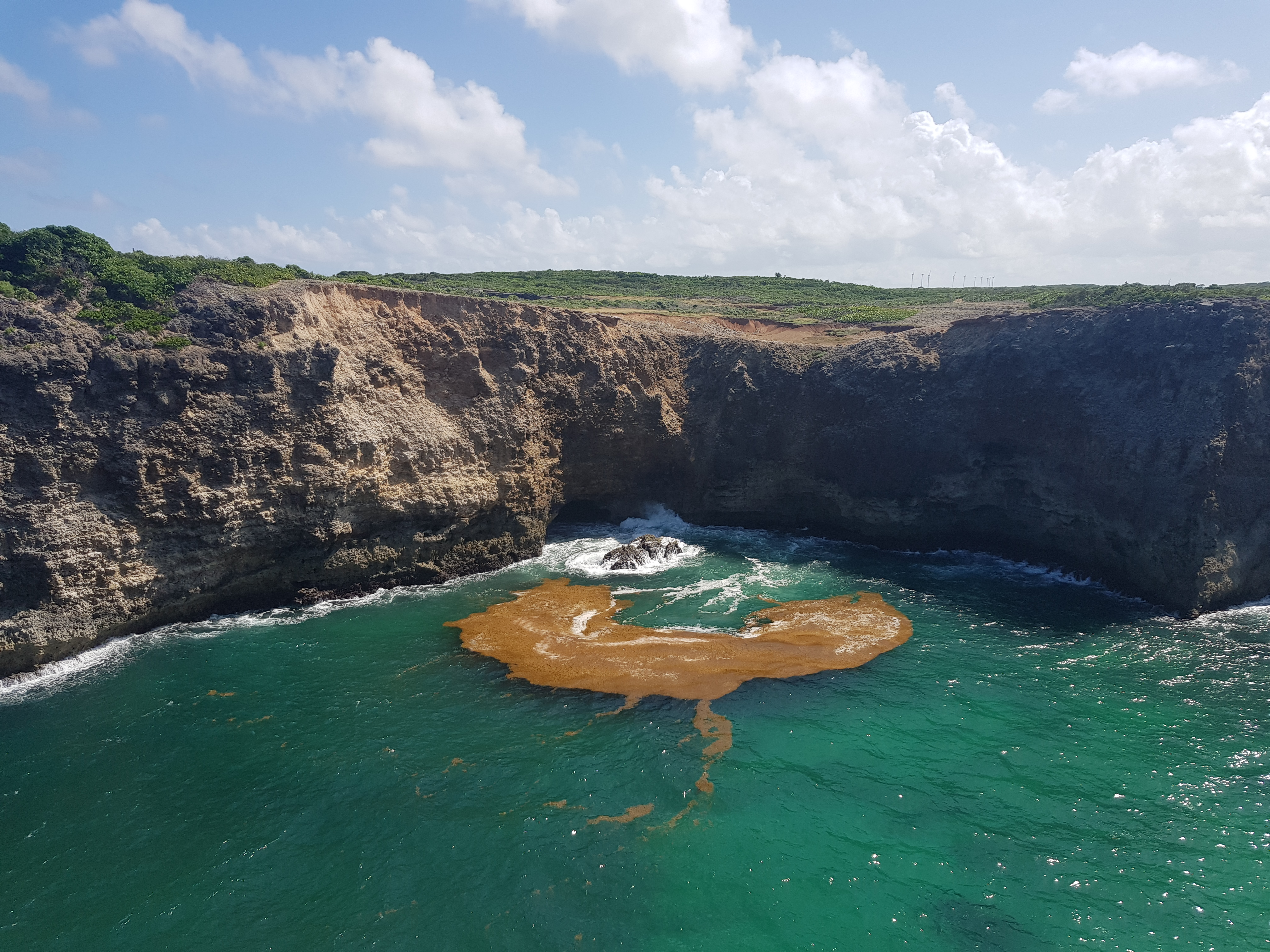
Échancrure de la pointe à Tortue et nappe de sargasses devant l'entrée de la grotte sous-marine
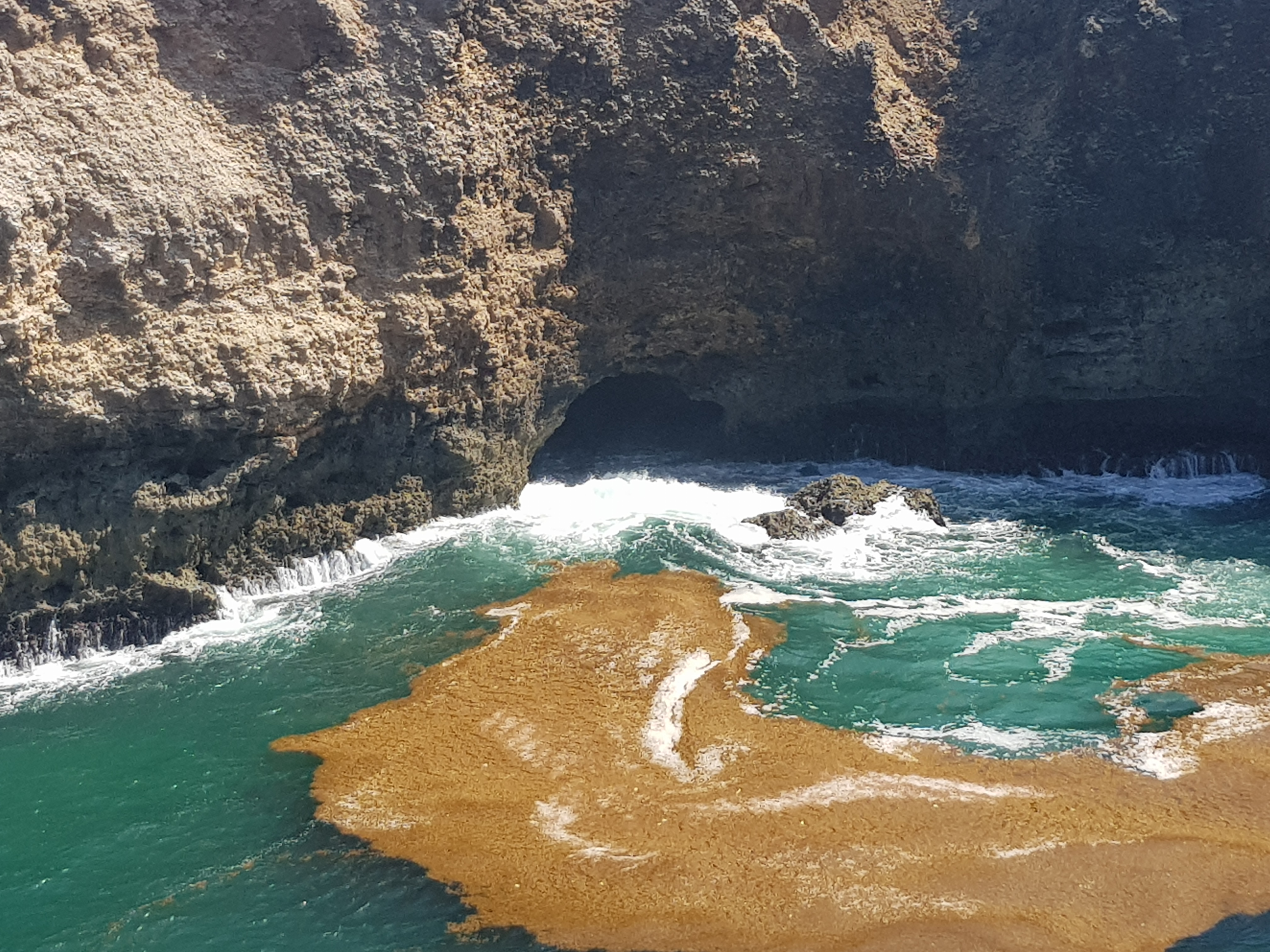
Grotte de la pointe à Tortue
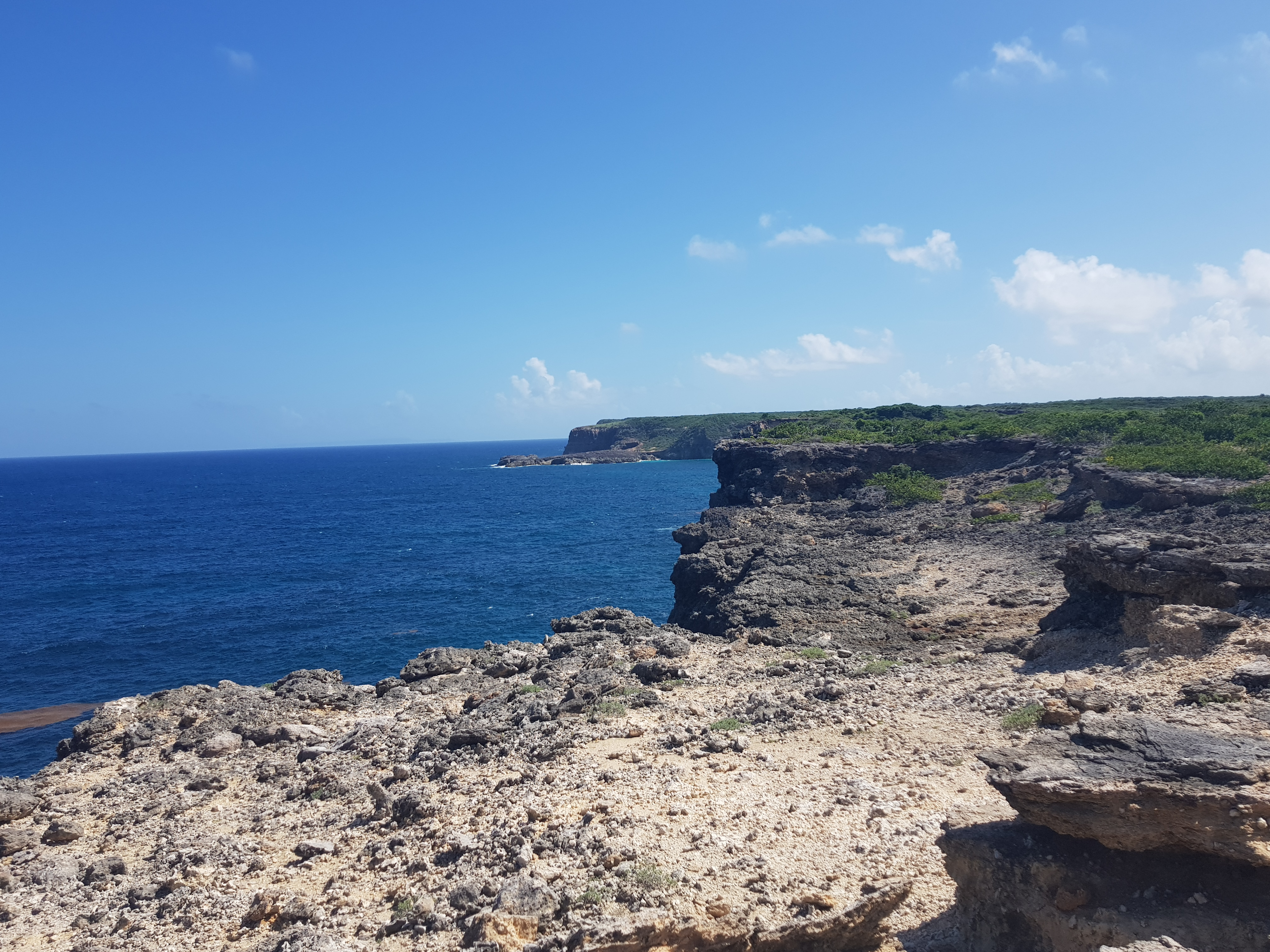
Vue de la pointe à Desbonnes à la pointe à Tortue
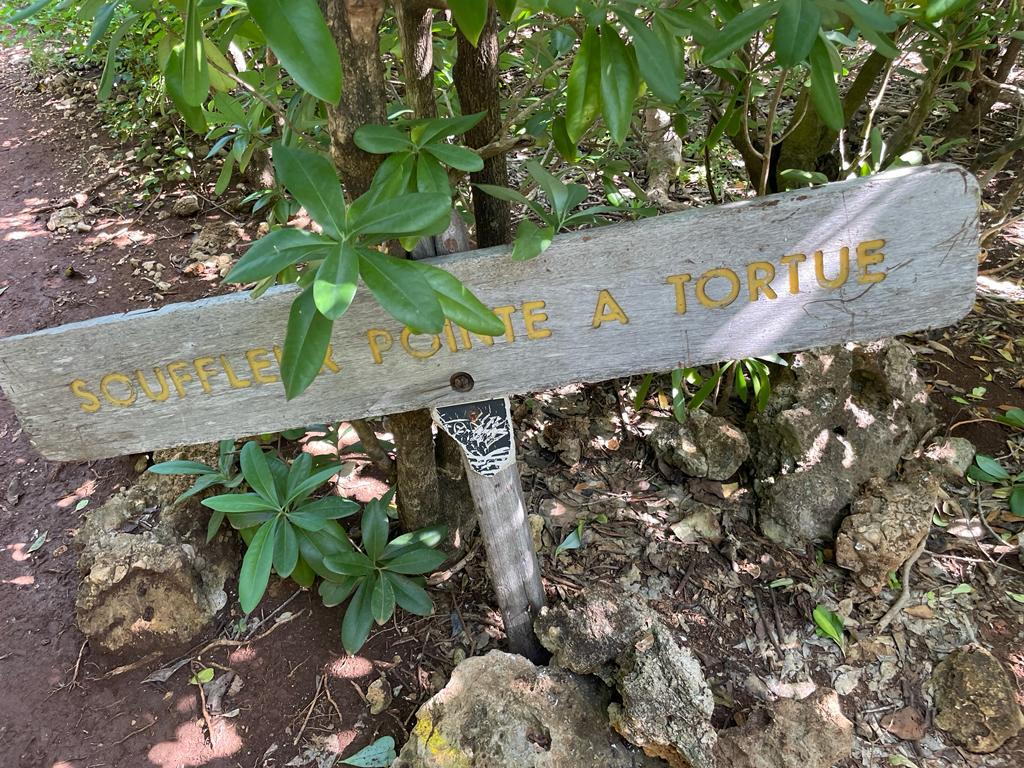